# Tsepinita-K
La tsepinita-K és un mineral de la classe dels silicats, que pertany al grup de la vuoriyarvita. Rep el nom d'Anatoliy Ivanovich Tsepin (b. 1946), físic de l'Institut de Geologia de dipòsits minerals, petrografia, mineralogia i geoquímica de l'Acadèmia de Ciències de Rússia.

## Característiques
La tsepinita-K és un silicat de fórmula química K₂(Ti,Nb)₂(Si₄O₁₂)(OH,O)₂·3H₂O. Va ser aprovada com a espècie vàlida per l'Associació Mineralògica Internacional l'any 2002. Cristal·litza en el sistema monoclínic.
Segons la classificació de Nickel-Strunz, pertany a «09.CE - Ciclosilicats amb enllaços senzills de 4 [Si₄O₁₂]8- (vierer-Einfachringe), sense anions complexos aïllats» juntament amb els següents minerals: papagoïta, verplanckita, baotita, nagashimalita, taramel·lita, titantaramel·lita, barioortojoaquinita, byelorussita-(Ce), joaquinita-(Ce), ortojoaquinita-(Ce), estronciojoaquinita, estroncioortojoaquinita, ortojoaquinita-(La), labuntsovita-Mn, nenadkevichita, lemmleinita-K, korobitsynita, kuzmenkoïta-Mn, vuoriyarvita-K, tsepinita-Na, karupmøllerita-Ca, labuntsovita-Mg, labuntsovita-Fe, lemmleinita-Ba, gjerdingenita-Fe, neskevaaraïta-Fe, paratsepinita-Ba, tsepinita-Ca, alsakharovita-Zn, gjerdingenita-Mn, lepkhenelmita-Zn, tsepinita-Sr, paratsepinita-Na, paralabuntsovita-Mg, gjerdingenita-Ca, gjerdingenita-Na, gutkovaïta-Mn, kuzmenkoïta-Zn, organovaïta-Mn, organovaïta-Zn, parakuzmenkoïta-Fe, burovaïta-Ca, komarovita i natrokomarovita.

## Formació i jaciments
Va ser descoberta al mont Karnasurt, dins el districte de Lovozero (óblast de Múrmansk, Rússia). També ha estat descrita en altres indrets propers, tant al districte de Lovozero com al massís de Khibini. Aquests indrets són els únics de tot el planeta on ha estat descrita aquesta espècie mineral.